# 庆云里
庆云里是位于中国天津市和平区新华路与澳门路之间的一处由两幢联排公寓组成的的里弄式住宅，建于1932年，目前为为一般保护等级历史风貌建筑。

## 历史
庆云里始建于1932年，原为坐落于天津英租界推广界（British Extra Rural Extension）牛津道（Oxford Road）（今新华路）和西德尼道（Sydney Road）（今澳门路）之间的“牛津别墅”，由一位沈姓富商投资建造，后来，这位沈姓富商用其妻子名中的“蕴”字谐音并取其“庆”贺之意将该里弄改名为“庆云里”。庆云里在当时洋楼林立的天津英租界中为比较高档的公寓式住宅，庆云里原为十几个每个院落都是独立的连排别墅，在当时，这些别墅均为大户人家居住，他们大多将这些别墅的地下室设为停车房，一楼设为客厅，二楼设为卧室，三楼设为储藏室，其中，每一个院落的厕所都处于建筑二楼半的位置，并且厕所还设有一个后门直通下面的佣人房。1932年到1934年期间，吉鸿昌曾在庆云里3号居过并将其住宅作为联络站。庆云里目前为商用和居住用房。

## 建筑
庆云里位于天津市和平区五大道地区新华路与澳门路之间，总建筑面积约为6300平方米，其中占地面积约为3500平方米，该里弄由两幢相对的砖木结构二层联排式住宅组成，建筑首层的外立面主要为水泥断块抹灰墙面，建筑二层的外立面主要为清水硫缸砖墙面，建筑的女儿墙装饰有“甩疙瘩”抹灰，女儿墙和清水墙面交界的地方装饰有花纹线条用来分隔，建筑的阳台设有内嵌式和出挑式两种风格。建筑屋顶为大筒瓦坡设计并设有装饰有雕花的老虎窗。这两幢楼房前后都设有小院和地下室，每户独门并且房间十分宽敞，室内的布置合理并且设施齐全，其功能都按照现代生活方式来设计，在当时是一处具有折衷主义建筑特征并且较为高档的公寓式住宅。

## 寓所和机构

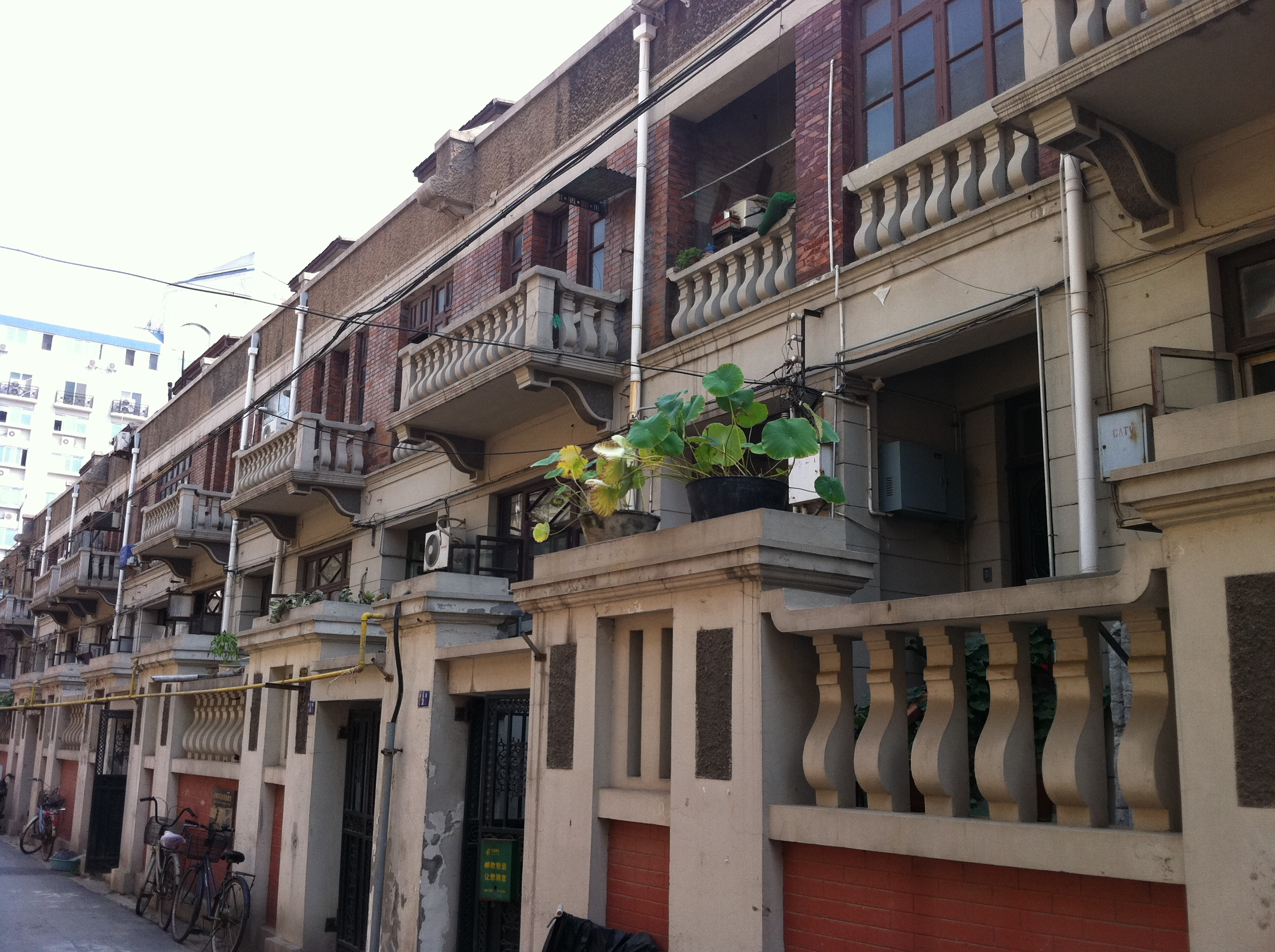
庆云里2号至18号的建筑

1932年之后，设在天津英租界庆云里的寓所和机构有：
- 荣庆故居，[4]
- 庆云里2号：刘彭久旧居，[5]
- 庆云里3号：吉鸿昌宅，
- 庆云里10号：李书华旧居，李书田旧居，[6]